# Ghanaische Küche

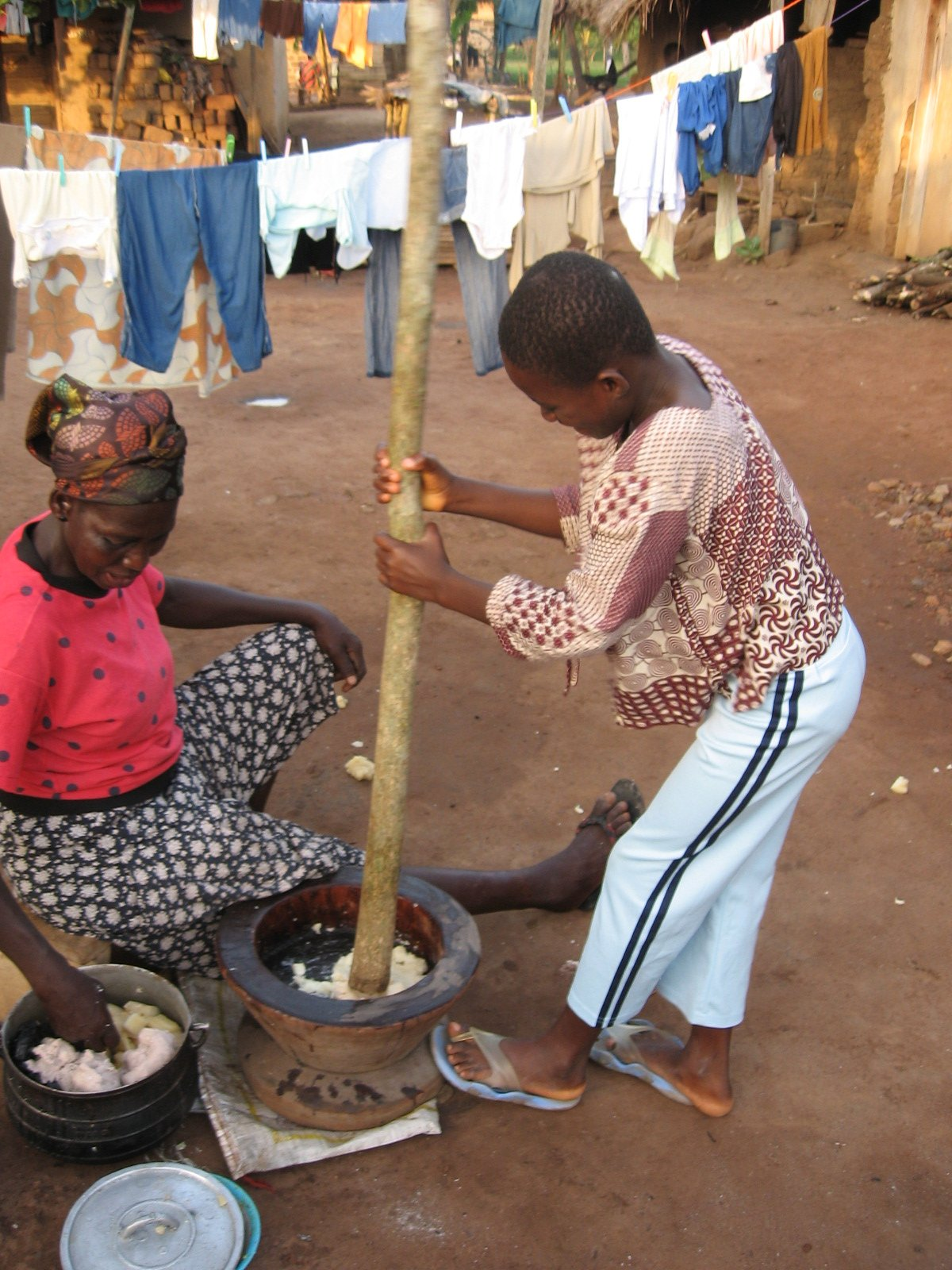
Frauen beim Stampfen von Fufu

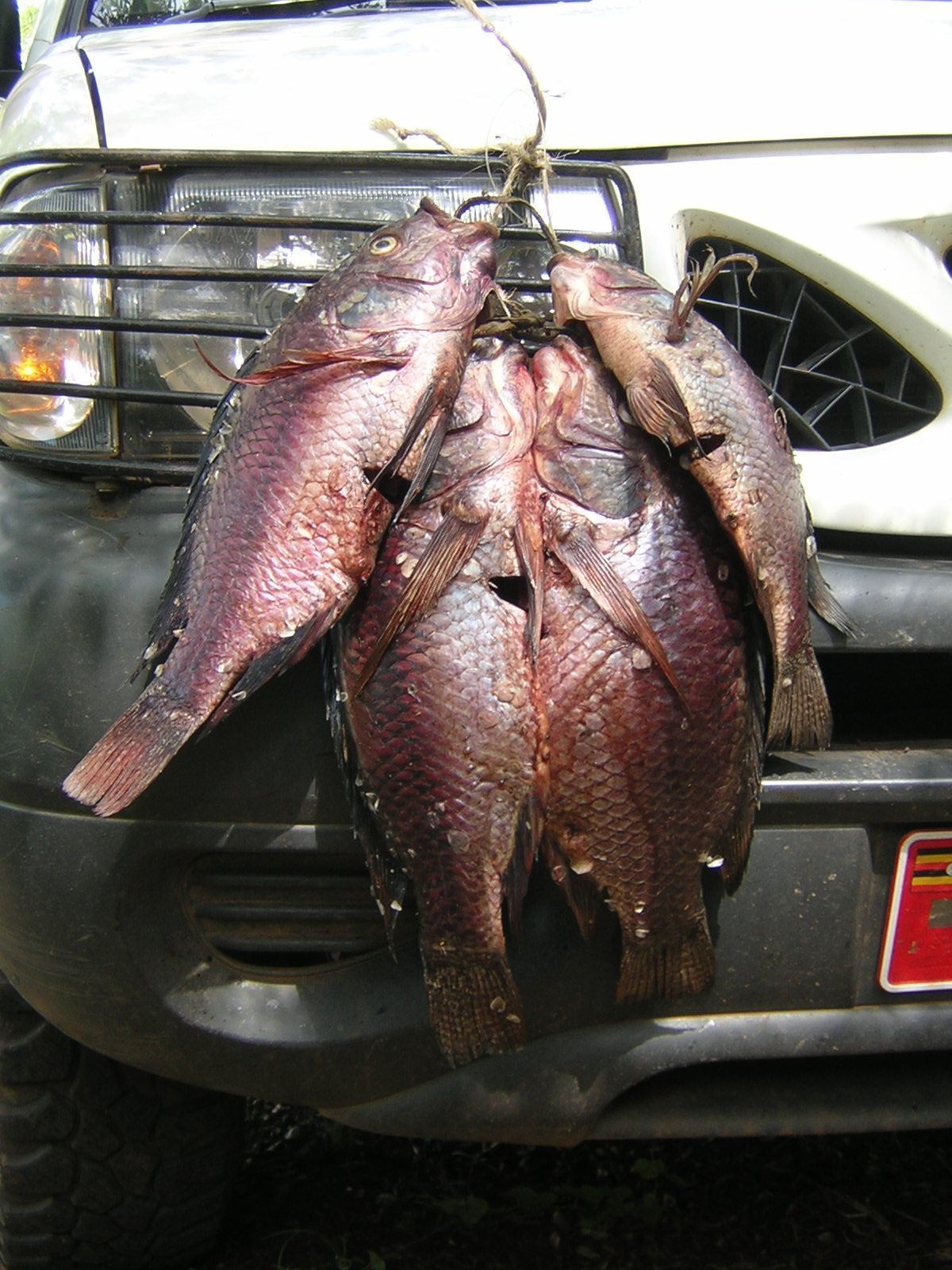
Tilapia

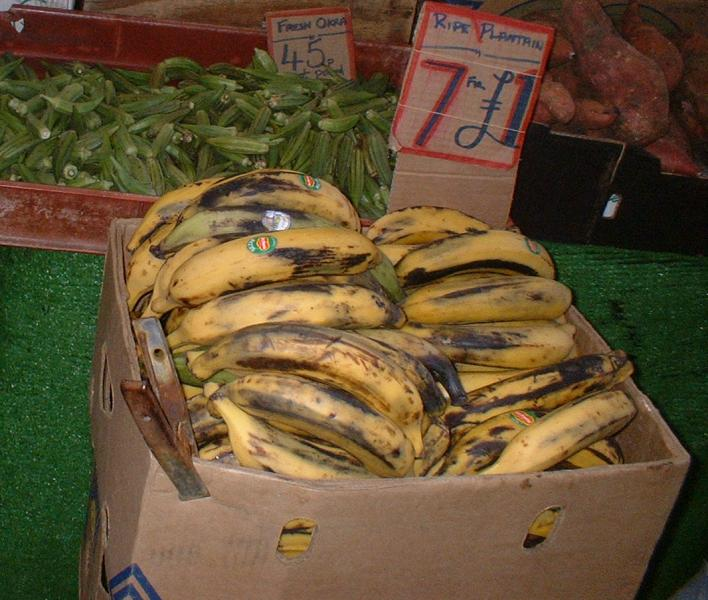
Reife Kochbananen auf einem britischen Markt

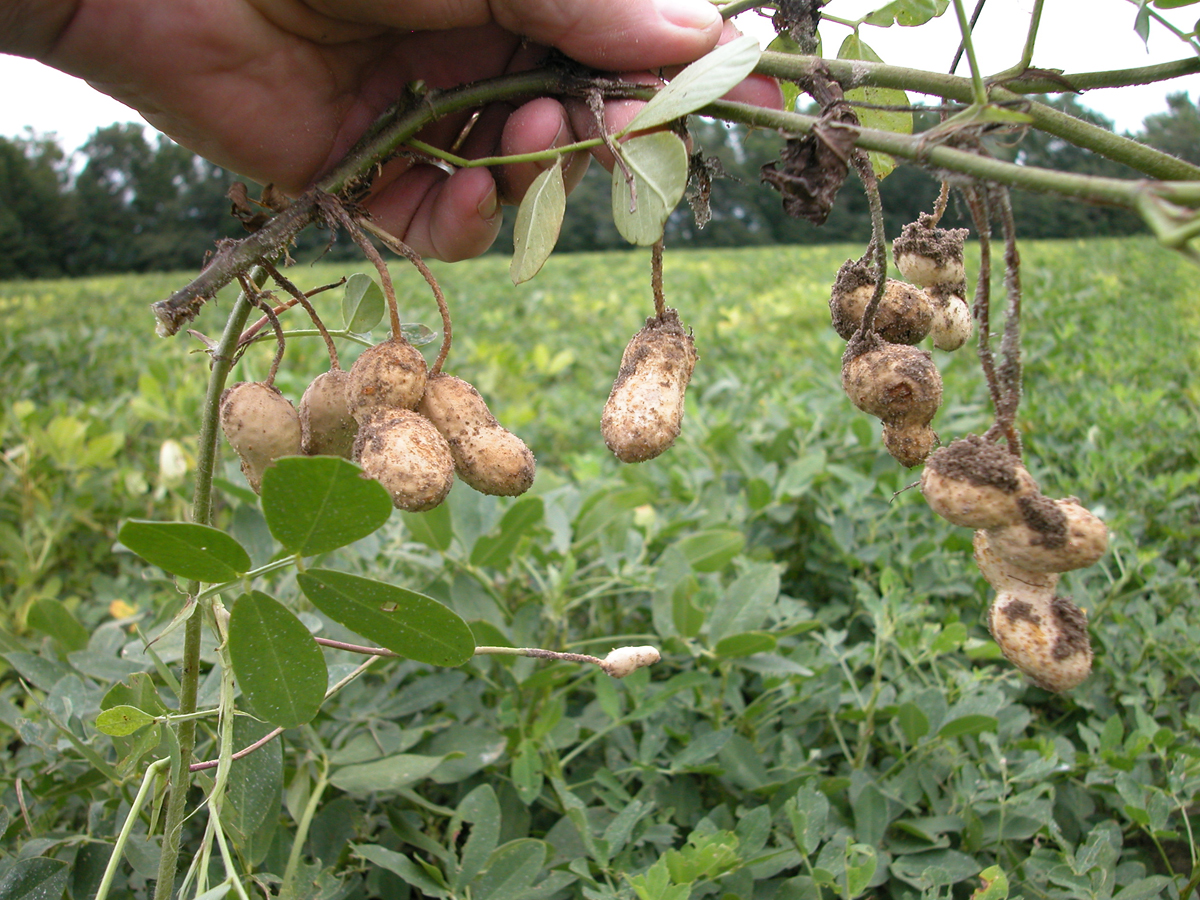
Erdnuss (Arachis hypogaea), Pflanze aus dem Feld gezogen

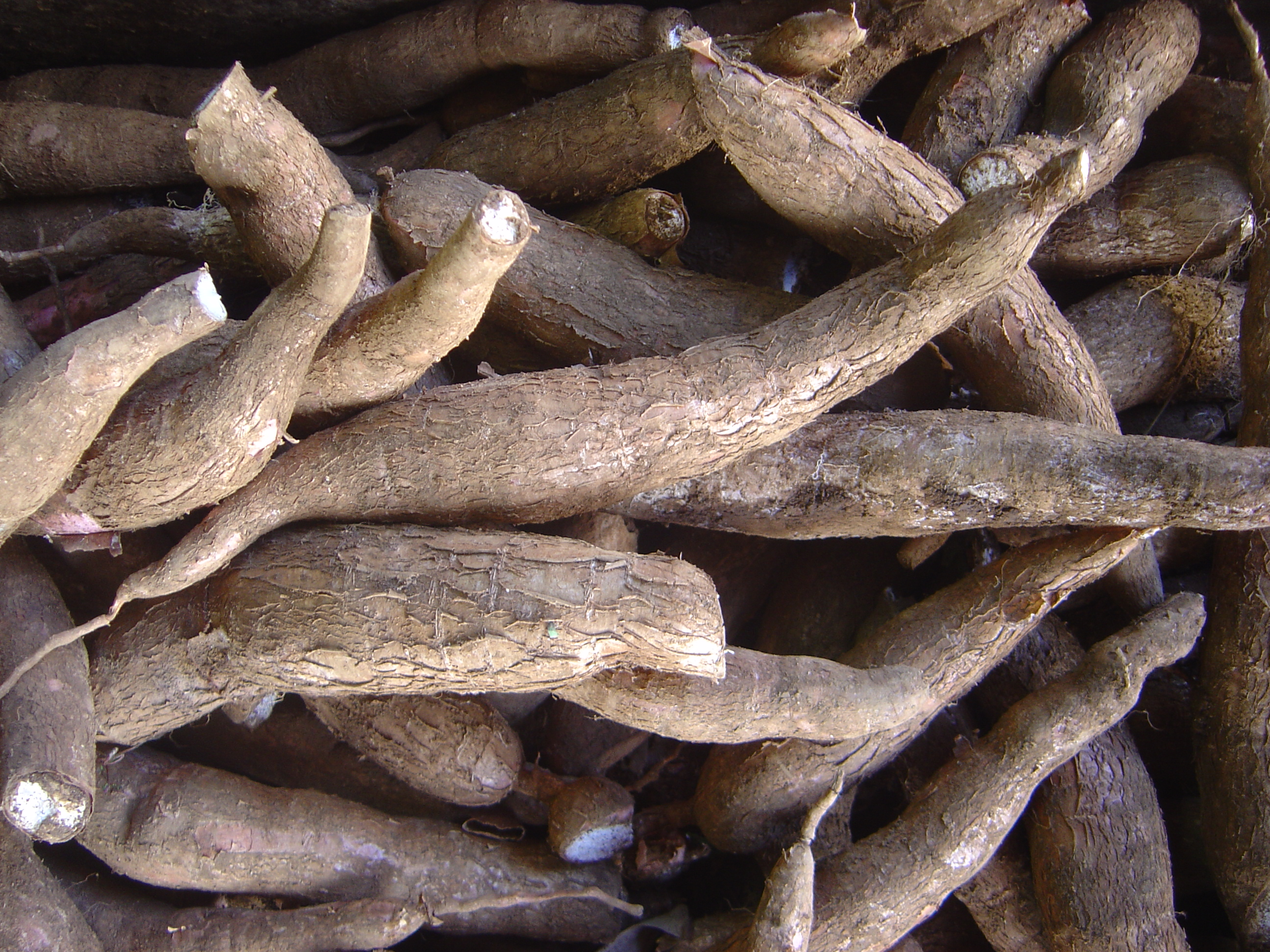
Maniok (M. esculenta)

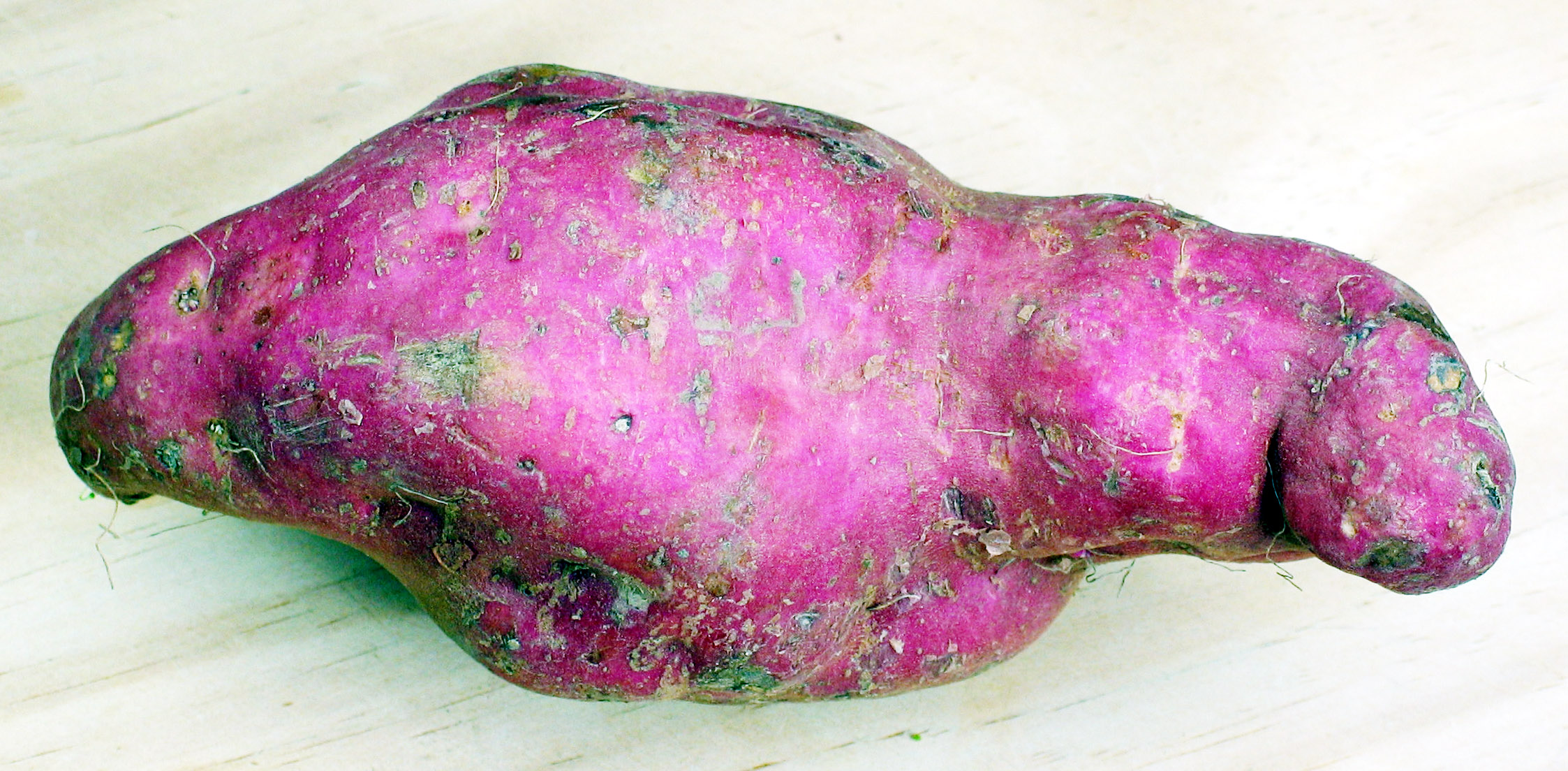
Batate oder Süßkartoffel Ipomoea batatas

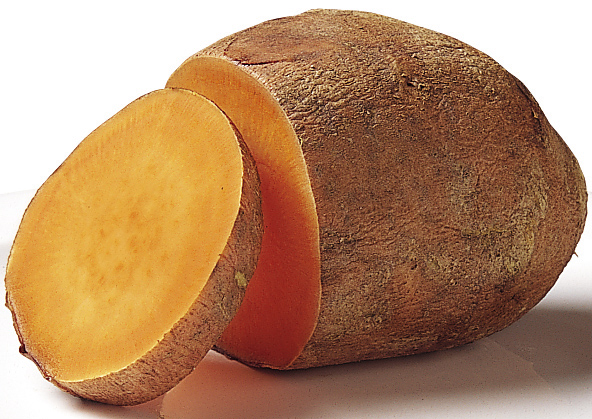
Süßkartoffel

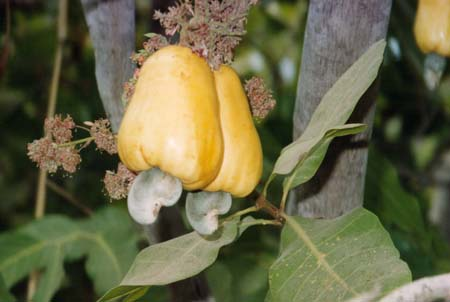
Cashew-Frucht

Die ghanaische Küche unterlag in der Vergangenheit vielen Einflüssen. So sind viele Zutaten der ghanaischen Küche erst in der Kolonialzeit oder später in Ghana bekannt geworden. Typisch hierfür sind etwa Tomatenmark, Brühwürfel oder Milchpulver. Es gibt in Ghana regionale Unterschiede, da die Menschen vor allem in den ländlichen Gebieten ihre Speisen dem Angebot des heimischen Gartens angepasst haben und sich keine Importwaren aus der Stadt besorgen wollen oder können.

## Bestandteile der Esskultur
Die Mahlzeiten sind eher schwer, Hauptbestandteil ist in der Regel eine sättigende Basis wie Reis, Fufu, Grieß, Yams, Banku, Kenkey, Süßkartoffel oder Kochbananen, zu der meist nur eine Sauce gereicht wird. In Ghana wird besonders an der Küste und in der Nähe des Volta-Sees häufig und gerne Fisch gegessen, da dieser in den meisten Regionen zu einem geringen Preis zu kaufen ist. Sehr gerne essen Ghanaer auch Fleischgerichte. Dabei wird das Fleisch häufig in der Sauce mitgekocht und mit dieser gereicht. Fleisch ist jedoch vergleichsweise teuer, so dass sich nicht jeder Ghanaer täglich Wildfleisch oder Rindfleisch leisten kann. Häufiger findet man Hühnerfleisch, da es billiger zu haben ist.
Das Fleisch wird beinahe immer frisch geschlachtet, häufig auch von den Köchen selbst, um die Frische sicherzustellen. Aufgrund des tropischen Klimas, da Kühlschränke auf dem Land selten sind und aufgrund hoher Energiepreise gerade in den Städten hat sich das traditionelle hauseigene Schlachten bis heute erhalten. Selten findet man in Ghana Schweinefleisch, da dieses von dem nicht unbeträchtlichen muslimischen Bevölkerungsanteil aus religiösen Gründen nicht verspeist wird. Auch ist in Ghana das Wildschwein nicht domestiziert worden. Die beinahe nur im Süden angesiedelten Schweinezuchtbetriebe machen gute Umsätze, doch hat sich das Schweinefleisch bisher nur sehr schleppend durchsetzen können. Eine andere Entwicklung zeichnet sich jedoch für die Zukunft bereits ab, da die Schweinezucht aufgrund der sehr großen Vermehrungsrate der Tiere im Vergleich zu Rindern oder Schafen, die in der Regel nicht mehr als 1–2 Jungtiere zur Welt bringen, wirtschaftlich von erheblichem Interesse ist.
Gemüse ist nur ein kleiner Bestandteil der ghanaischen Küche. Salat wird als Beilage teilweise in Restaurants, in den für Ghana typischen Chop Bars (Straßenküchen) oder im privaten Bereich zu besonderen Anlässen gereicht. Ansonsten ist Salat privat eher selten, kommt jedoch vor, wenn im Garten gerade mal ein Salatkopf erntereif ist. Häufig ist jedoch die Verwendung von Zwiebeln und Tomaten, als importiertes Tomatenmark oder frisch. Anders als in Europa wird das Gemüse nicht erst kurz vor Ende der Garzeit dem Essen beigefügt, sondern wird in jedem Fall als Tomatenmark sofort mit dem Öl und den Zwiebeln am Anfang gar gebraten. Essen wird allgemein lange gargekocht, keinesfalls isst ein Ghanaer kurz angebratenes und noch blutiges Fleisch.

## Essgewohnheiten
Die Essgewohnheiten unterscheiden sich in Ghana zwischen Stadtbevölkerung und Landbevölkerung, aber auch innerhalb der verschiedenen Ethnien. Die Grundnahrungsmittel wie Reis, Fufu, Kochbanane oder Banku werden von allen verwendet, die Saucen, Beilagen und Gewürze unterscheiden sich jedoch teilweise. Auch bei der Verwendung der Grundnahrungsmittel gibt es leichte Schwerpunkte gerade im ländlichen Bereich. Hier wird aufgrund der teilweise langen Transportwege eher das Grundnahrungsmittel bevorzugt, das in dem Wohngebiet der Bevölkerung sein bevorzugtes Anbaugebiet hat. So werden im Süden eher die Knollenfrüchte wie Süßkartoffeln oder Maniok verwendet, im trockenen Norden hingegen wird im Schwerpunkt die Knollenfrucht Yams angebaut, aber auch Getreide wie Grieß, Hirse, Mais und Reis wird hier häufiger verwendet. Im Norden wird fast ausschließlich Fleisch gegessen, es sei denn, es befindet sich ein Fluss in der Nähe, der durchaus eine Vielfalt an Fischen anbietet, während Fisch vor allem im Volta-Becken und an der Küste seinen Schwerpunkt hat.
In Ghana wird traditionell mit den Fingern gegessen. Daher gibt es in jedem privaten Haushalt und in der Regel auch in Restaurants, soweit sie keine europäischen Küche anbieten und europäischen Gäste erwarten, eine Schüssel mit Wasser und ein Tuch, häufig auch mit Spülmittel oder etwas Seife, die vom Gastgeber seinen Gästen gereicht oder auf den Tisch gestellt wird, bevor das Essen serviert wird. Jeder wäscht sich darin in der Regel nur die rechte Hand, da die Linke als unrein gilt. Am Tisch beim Essen in einem ghanaischen Haus findet die linke Hand beim Essen so gut wie keine Verwendung. In gehobenen Kreisen wird in den letzten Jahren immer häufiger mit dem von den Europäern eingeführten Besteck gegessen. In jedem Restaurant, auch in den Provinzstädten, gibt es für Europäer Besteck.
Das Frühstück direkt nach dem Aufstehen ist nicht traditionell üblich. In Ghana wird das Frühstück nicht selten ausgelassen oder erst am späteren Vormittag eingenommen. Dabei wird häufig einfach nur ein großes Stück Sugarbread (ähnlich einem Milchbrötchenteig häufig in Kastenform) oder ein Tea-Bread (etwas krosses längliches Brot, das an ein Baguette erinnert) frisch am Straßenrand gekauft, in Zeitungspapier geschlagen und eventuell mit salziger Margarine bestrichen und im Gehen verspeist.
Das späte Frühstück ist häufig eine warme Mahlzeit aus Bohnen oder Reis mit Sauce, Gari mit Suppe oder Ähnlichem. Typische Gerichte für das späte ghanaische Frühstück sind Reispudding, Maisbrei (koko) und Haferbrei in verschiedenen Versionen. Dazu wird nicht selten Kondensmilch verwendet. Frischmilch oder H-Milch gibt es in Supermärkten zu kaufen, ist jedoch für den alltäglichen Gebrauch für die Ghanaer zu teuer. Der Ghanaer bevorzugt warme Mahlzeiten. Ein Abendbrot, wie es sich in Deutschland eingebürgert hat mit Aufschnitt und Brot, ist in Ghana bis heute nicht bekannt. Bekannt, jedoch unbeliebt ist die englische Art zu frühstücken mit Eiern und Speck. Brot haben die britischen Kolonialherren eingeführt. Die in Ghana traditionell vorkommenden und gebräuchlichen Kohlenhydratlieferanten sind Knollengewächse wie Yams und Maniok oder Kochbananen. Mais wird als Maismehl mit viel Flüssigkeit zu Banku oder einer ähnlichen Beilage verarbeitet und zu Soßen gereicht. Das zur langen Lagerung geeignete Mehl hat in Ghana traditionell keine große Rolle gespielt. In Ghana konnte man immer frische Produkte verarbeiten, daher hat Lagerhaltung in Ghana bis zum heutigen Tag keine große Bedeutung erlangt.
Manche Gerichte können scharf gewürzt sein. In Ghana sind mindestens zehn verschiedene Pfeffersorten zu kaufen. Ein Europäer wird selten einen Unterschied schmecken, eine ghanaische Köchin sucht durchaus gezielt nach einer bestimmten Qualität, Farbe und Sorte Pfeffer für das von ihr geplante Gericht. Es gibt Gerichte in Ghana, vornehmlich Saucen, die hauptsächlich aus Pfeffer bestehen, wie die Pfeffersuppe mit Fufu (peppersoup with fufu).
Als Dessert im privaten Kreis oder zwischendurch auf der Straße wird häufig und gerne zu den in Ghana vielfältig vorkommenden Früchten gegriffen. Straßenhändler haben Stände aufgebaut oder tragen Früchte wie Ananas oder Papaya auf großen Tellern oder Körben auf dem Kopf. Die Früchte werden dann frisch aufgeschnitten und gesäubert an den Kunden verkauft. Auch privat wird gerne zwischendurch eine Frucht aufgeschnitten.
Zwischendurch wird gerne auch ein kleiner Beutel frisch gerösteter Erdnüsse gekauft und verspeist. Produkte aus Erdnüssen, wie beispielsweise Erdnussbutter (selbstgemacht, nicht importiert) oder Erdnussöl sind häufiger Bestandteil der ghanaischen Küche.

## Kochgewohnheiten
Die Küche ist in Ghana immer noch relativ fest in weiblicher Hand. In den Städten und unter den Studenten ist diese traditionelle Regel aber nicht mehr allgemein in Kraft. Männliche Studenten oder jüngere Männer bereiten sich immer häufiger selbst zumindest kleinere leichtere Gerichte zu. Da häufig auch die Frauen berufstätig sind, ist gerade morgens und mittags wenig Zeit, um große Gerichte zuzubereiten. Daher hat sich in den Städten für die berufstätige Bevölkerung ein dichtes System von Restaurants, Chop Bars und transportablen Garküchen entwickelt. Hier werden Reis, Jollofreis, Banku und Fufu frisch zubereitet und mit Sauce, Fisch oder Fleisch verkauft.
Es gibt auch Fast-Food-Stände, an denen frittierte Yams oder Kochbananen (plantain) erworben werden können. Das Nationalgericht Fufu ist in Ghana wie in Europa als Fertigpulver zu kaufen. Dieses Fertigpulver wird als eine Art Fast Food für private Zwecke in heißes Wasser eingerührt und solange mit einem Kochlöffel geschlagen, bis es eine sehr feste, klebrige Masse bildet, die ein wenig an das deutsche Kartoffelpüree erinnert.
Gerichte werden so gut wie nie in Pfannen zubereitet. Kurzgebratenes ist in Ghana eine fremde Zubereitungsart. Es wird hauptsächlich in einem Topf gekocht. Nicht selten ist die Küche heute noch draußen eingerichtet, da die Frauen die Mahlzeiten über dem offenen Feuer mit Kohle oder Holz garen oder die moderne, aber ebenso geruchsintensive, Variante des Kochens mit Gas und einem offenen Brenner praktizieren. In den Städten setzt sich immer stärker auch das Kochen, jedenfalls von kleineren Gerichten, auf dem Elektroherd durch.
Die zum Essen erwarteten Personen werden in der Regel nicht abgezählt, da im Leben mit einer Großfamilie immer eine hungrige Person zusätzlich erwartet wird. Auch wird in Ghana die Gastfreundschaft sehr groß geschrieben. Jedem Besuch wird eine warme Mahlzeit angeboten, die in der Regel auch angenommen wird.

## Typische Zutaten
Bevorzugte Zutaten haben auch ihre regionalen Schwerpunkte, abhängig von den Anbaugebieten der Gemüse, wie auch der Nähe zum Meer oder zum Volta-See. Neben dem reichen Angebot an Fleischsorten und Fischen sowie Krustentieren und Muscheln verwendet die ghanaische Küche einige sehr typische Gemüsesorten.
Neben den bereits mehrfach genannten für Ghana sehr wichtigen Knollenfrüchten wie Yams, Maniok, Süßkartoffeln oder Taro finden bei beinahe jeder warmen ghanaischen Mahlzeit Tomaten, Salz, frische Pfefferschoten und Zwiebeln Verwendung. Auch in Europa nicht selten zu kaufen ist Okra, ein ursprünglich asiatisches Gewächs, das besonders häufig zu Lammfleisch gereicht wird. Okra kommt in Ghana nicht nur als längliche grüne Schote in Gerichten vor, sondern wegen seiner bindenden Eigenschaften auch als getrocknete und gemahlene Variante. Dann dient es weniger als Gemüse, sondern soll eine Sauce andicken. Okra entwickelt beim Kochen einen leicht schleimigen Saft, der geschmacklich sehr wenig auffällt und daher zu vielen Gerichten mit Fisch und Fleisch als Gewürz verwendet wird.
In Ghana werden neben den schon erwähnten Tomaten, Okra und Zwiebeln häufig Auberginen, Eierfrüchte (Gardenegg oder auch afrikanische Aubergine), Bohnen, Karotten, Spinat oder Avocados verwendet.
Kochbananen sind in rohem Zustand nicht zu genießen. Sie werden wie Salzkartoffeln in Wasser gekocht. Je nach Reifegrad und Sorte eignen sie sich auch gut zum frittieren, braten oder grillen. Kochbananen sind je nach Gegend in Ghana Bestandteil von Fufu.
Wie auch Okra werden getrocknete Garnelen, Fisch oder Krabben in Saucen sehr fein in einem Mörser oder Ähnlichem fein gemahlen und als Gewürz verwendet. Dabei kommt in Ghana keine generelle Trennung zwischen Fisch- und Fleischgerichten in Betracht. Nicht selten wird getrocknete Garnele oder Krabbe in einem Fleischgericht als Gewürz verwendet. Dosenfisch oder kleinere frische Fische kommen zudem ebenfalls nicht selten in Soßen für Fleischgerichte. Dieses Gemisch ist eine für Ghana durchaus typische Kombination.
Alle Südfrüchte sind im tropischen Land Ghana anzutreffen. Häufig werden sie als Dessert oder einfach zwischendurch verwendet. So findet man Papaya, Mandarinen, Ananas, Mangos, Zitronen, Apfelsinen, Grapefruits, Sternfrucht, Melonen, Guaven, Zimtäpfel (Chirimoya) und zahlreiches an Nüsse, Mandeln, Tigernuss, Kokosnuss, Cashewnuss oder Erdnuss als Zutaten.

## Typische Gerichte
Als Nationalgericht ist in Ghana Fufu mit einer Vielzahl von Saucen und Beilagen zu beschreiben. Dabei wird Fufu als klebriger fester Brei mit viel Flüssigkeit in Form von den vielfältigsten Saucen (in Ghana „Soup“ Suppen genannt) gereicht. Saucen können klar sein (Akan-Name: Nkrakra) oder mit dem Hauptbestandteil Palmkern zu einer Palmkernsauce (Akan-Name: Abekwan) verkocht sein. Als besondere Delikatesse gilt die Erdnusssauce (Akan-Name: Nkatekwan), die aus frischen gestampften Erdnüssen hergestellt wird, die zu einer Paste verarbeitet werden, die eine buttrige Konsistenz hat.

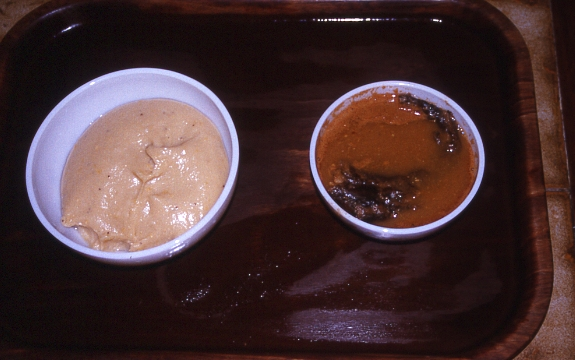
Sehr scharfes Gericht aus Ghana: Fufu (links) und Palmkernsuppe mit Räucherfisch

Banku (auch Obenku, Akpele) ist ein weiteres Hauptgericht, das aus Maismehl hergestellt wird. Banku ist ein Maismehlkloß aus gegärtem Maismehl mit leicht salzigem Geschmack, es wird zu verschiedenen Soßen gegessen.
Reisspezialitäten wie Omo Tuwe oder Joloffreis sind in Ghana sehr beliebt. Omo Tuwe besteht aus Reisklößen und wird wie Fufu mit Erdnuss oder Palmkernsuppe (mit Black-Eye Bohnen) serviert. Joloffreis wird hergestellt, in dem Zwiebeln mit Tomaten/Tomatenmark in reichlich heißem Öl angebraten und mit Paprika, Pfeffer, Salz und ggf. wechselnden anderen Nuancen an Gewürzen verfeinert werden. Später werden verschiedene wechselnde Gemüsesorten wie Bohnen und Karotten oder Auberginen mit in das Öl gegeben und gebraten. Abschließend wird viel Wasser aufgegossen und der Reis in die dann kochende, stark gewürzte Sauce gegeben und darin gar gekocht. Oft wird es mit gekochten Eiern serviert. Es gibt kein einheitliches Joloffreis-Rezept, da jeder in Ghana etwas andere Kräuter oder Gemüsesorten mitkocht.
Als eine besondere ghanaische Sauce gilt Shito, das häufig in einer großen Vorratsportion zubereitet wird und dann zu gekochtem Reis, Yams, Gari oder Ähnlichem verwendet wird. Dabei ähnelt die Verwendung von Shito der Verwendung von dem auch in Deutschland sehr beliebten Pesto. Shito ist eine Paste, die beinahe ausschließlich aus Pfefferschoten, Öl, Salz, Zwiebeln und Tomaten besteht. Je nach Rezept wird auch Dosenfisch, frischer Fisch, Krabben oder anderes beigegeben.
Kenkey ähnelt in der Grundzubereitung dem Grundnahrungsmittel Banku. Hier handelt es sich also ebenfalls um einen Maisbreikloß aus gegärtem Maismehl. Jedoch wird dieser nach der Gärung durch erneutes Aufkochen in Wasser weiterverarbeitet. Dieser Brei wird unter stetigem Rühren auf dem Feuer zu einer halbfesten geschmeidigen Masse angerührt. Dieser Brei wird in etwa tennisballgroße Kugeln gerollt und vor dem Austrocknen durch das Einwickeln in Bananen- oder Maisblätter geschützt. Nach dem Einwickeln werden die Bällchen nach Bedarf eine Weile in heißem Wasser gekocht und nehmen so das in den Blättern enthaltene Aroma auf.
Weitere in Ghana beliebte Zutaten oder Gerichte sind:
- Gari (Maniokmehl, das in Öl angebraten wurde, wird entweder einfach über bestimmte Gerichte gestreut oder in Wasser aufgekocht wird und dann als Beilage dient).
- Kelawele sind Kochbananenstücke von sehr reifen Kochbananen in Öl angebraten mit Pfeffer und Salz gewürzt.
- Red-Red sind Kochbananenstücke von reifen Kochbananen, die in Palmöl angebraten und zu einer Bohnensoße gereicht werden.
- Jambalaya ist eine Fischsoße mit Zwiebeln und Tomaten.
- Kontomire ist ein Eintopf aus Cocoyam-Blättern.

## Getränke
Bier wird in Ghana zwar nicht regelmäßig zum Essen getrunken, jedoch dient es an den Abenden dem geselligen Beisammensein. In Ghana gibt es einige Brauereien, auch Guinness hat eine Lizenz in Kumasi vergeben. Zudem gibt es mit „Club“, „ABC“, „CMS“, „Gordon’s Spark“ und „Star“ fünf einheimische Biersorten.
Ginger Ale wird ebenso getrunken, wie Orangenlimonade, Zitronenlimonade und Cola. Auch Limonaden aus Ananas und anderen einheimischen Früchten wie Mango aber auch Säfte aus diesen Früchten gehören zu den Getränken bei Tisch, jedenfalls in den Restaurants. Der Ghanaer trinkt privat auch aus Kostengründen gerne Wasser.